# Liste der Nummer-eins-Hits in der Slowakei (2018)
Dies ist eine Liste der Nummer-eins-Hits in der Slowakei im Jahr 2018. Sie basiert auf den Auswertungen der ČNS IFPI, der Vertretung der tschechischen und slowakischen Musikindustrie. Grundlage sind die Rádio Top 100, die Singles Digitál Top 100 und die Albums Top 100.

## Singles
| ← 2017 ← | Liste der Nummer-eins-Hits in der Slowakei (Rádio Top 100) | Liste der Nummer-eins-Hits in der Slowakei (Rádio Top 100) | Liste der Nummer-eins-Hits in der Slowakei (Rádio Top 100) | 2019 →                    |
| \| Zeitraum \| Wo. ges. \| Interpret \| Titel Autor(en) \| Zusätzliche Informationen \| \| (Zeitraum, Wochen auf Platz eins, Interpret, Titel, Autor[en], zusätzliche Informationen) \| \| \| \| \| \| ----------------------------------------------------------------------------------------- \| -------- \| ----------------------------- \| --------------------------------------------------------------------------------------------------------------------------------------------------------------------------------- \| ------------------------- \| \| 1. Woche 1 Woche (insgesamt 2) \| 2 \| Portugal. The Man \| Feel It Still Brian Holland, Robert Bateman, Georgia Dobbins, John Graham Hill, Asa Taccone, Portugal. The Man, Frederick Gorman, William E. Garrett \| – \| \| 2.–3. Woche 2 Wochen (insgesamt 8) \| 8 \| Ed Sheeran \| Perfect Edward Christopher Sheeran \| – \| \| 4. Woche 1 Woche (insgesamt 2) \| 2 \| Portugal. The Man \| Feel It Still Brian Holland, Robert Bateman, Georgia Dobbins, John Graham Hill, Asa Taccone, Portugal. The Man, Frederick Gorman, William E. Garrett \| – \| \| 5. Woche 1 Woche (insgesamt 3) \| 3 \| Camila Cabello \| Havana Louis Russell Bell, Camila Cabello, Adam Feeney, Brittany Hazzard, Brian D. Lee, Brandon Perry, Alexandra Leah Tamposi, Jeffrey Williams, Pharrell Williams, Andrew Wotman \| – \| \| 6. Woche 1 Woche (insgesamt 8) \| 8 \| Ed Sheeran \| Perfect Edward Christopher Sheeran \| – \| \| 7.–8. Woche 2 Wochen (insgesamt 3) \| 3 \| Camila Cabello \| Havana Louis Russell Bell, Camila Cabello, Adam Feeney, Brittany Hazzard, Brian D. Lee, Brandon Perry, Alexandra Leah Tamposi, Jeffrey Williams, Pharrell Williams, Andrew Wotman \| – \| \| 9.–11. Woche 3 Wochen (insgesamt 8) \| 8 \| Imagine Dragons \| Whatever It Takes Joel Little, Benjamin Arthur McKee, Daniel Platzman, Daniel Coulter Reynolds, Daniel Wayne Sermon \| – \| \| 12.–13. Woche 2 Wochen \| 2 \| Luis Fonsi & Demi Lovato \| Échame la culpa Luis A. Rodriguez, Alejandro Rengifo, Mauricio Rengifo, Andrés Torres \| – \| \| 14.–18. Woche 5 Wochen (insgesamt 8) \| 8 \| Imagine Dragons \| Whatever It Takes Joel Little, Benjamin Arthur McKee, Daniel Platzman, Daniel Coulter Reynolds, Daniel Wayne Sermon \| – \| \| 19. Woche 1 Woche \| 1 \| Justin Timberlake \| Say Something Floyd Nathaniel Hills, Larrance Levar Dopson, Timothy Z. Mosley, Christopher Alvin Stapleton, Justin R. Timberlake \| – \| \| 20. Woche 1 Woche \| 1 \| Zayn & Sia \| Dusk Till Dawn Sia Kate Furler, Greg Kurstin, Zain Javadd Malik, David Phelan, Alexander Oriet \| – \| \| 21. Woche 1 Woche (insgesamt 2) \| 2 \| Lost Frequencies & Zonderling \| Crazy David B. Boudestein, Flix De Laet, Allan Eshuijs, Natalia Koronowska, Martijn Van Sonderen \| – \| \| 22.–23. Woche 2 Wochen \| 2 \| Rita Ora \| Anywhere Nolan Joseph Lambroza, Brian D. Lee, Alessandro Lindblad, Ali Tamposi, Andrew Wotman, Nicholas James Gale, Rita Ora \| – \| \| 24.–25. Woche 2 Wochen (insgesamt 4) \| 4 \| Álvaro Soler \| La cintura Simon Triebel, Alexander Zuckowski, Alvaro Tauchert Soler, Nadir Khayat, Tinyisland \| – \| \| 26.–28. Woche 3 Wochen (insgesamt 13) \| 13 \| David Guetta & Sia \| Flames Christopher Kenneth Braide, Sia Kate Furler, Giorgio Tuinfort, David Pierre Guetta \| – \| \| 29.–30. Woche 2 Wochen (insgesamt 4) \| 4 \| Álvaro Soler \| La cintura Simon Triebel, Alexander Zuckowski, Alvaro Tauchert Soler, Nadir Khayat, Tinyisland \| – \| \| 31.–34. Woche 4 Wochen (insgesamt 13) \| 13 \| David Guetta & Sia \| Flames Christopher Kenneth Braide, Sia Kate Furler, Giorgio Tuinfort, David Pierre Guetta \| – \| \| 35. Woche 1 Woche (insgesamt 2) \| 2 \| Lost Frequencies & Zonderling \| Crazy Allan Eshuijs, Martijn van Sonderen, Felix De Laet, Gia Koka, Jaap de Vries, David Benjamin \| – \| \| 36.–41. Woche 6 Wochen (insgesamt 13) \| 13 \| David Guetta & Sia \| Flames Christopher Kenneth Braide, Sia Kate Furler, Giorgio Tuinfort, David Pierre Guetta \| – \| \| 42.–43. Woche 2 Wochen \| 2 \| Maroon 5 \| Girls Like You Adam Levine, Henry Walter, Jason Evigan, Brittany Talia Hazzard, Gian Michael Stone \| – \| \| 44.–48. Woche 5 Wochen (insgesamt 8) \| 8 \| Dynoro & Gigi D’Agostino \| In My Mind Ivan James Gough, Georgina Kristine Noelle Kingsley, Carlo Montagner, Paolo Sandrini, Luigino Di Agostino, Aden Phoenix Forte, Diego Leoni, Josh Soon \| – \| \| 49. Woche 1 Woche (insgesamt 3) \| 3 \| Lady Gaga & Bradley Cooper \| Shallow Mark Ronson, Anthony Rossomando, Andrew Wyatt, Joanne Stefani Germanotta \| – \| \| 50. Woche 1 Woche (insgesamt 8) \| 8 \| Dynoro & Gigi D’Agostino \| In My Mind Ivan James Gough, Georgina Kristine Noelle Kingsley, Carlo Montagner, Paolo Sandrini, Luigino Di Agostino, Aden Phoenix Forte, Diego Leoni, Josh Soon \| – \| \| 51.–52. Woche 2 Wochen (insgesamt 3) \| 3 \| Lady Gaga & Bradley Cooper \| Shallow Mark Ronson, Anthony Rossomando, Andrew Wyatt, Joanne Stefani Germanotta \| – \| |                                                            |                                                            | |                           |
| ← 2017 |                                                            |                                                            | | → 2019 →                  |
| Zeitraum | Wo. ges.                                                   | Interpret                                                  | Titel Autor(en) | Zusätzliche Informationen |
| (Zeitraum, Wochen auf Platz eins, Interpret, Titel, Autor[en], zusätzliche Informationen) |                                                            |                                                            | |                           |
| 1. Woche 1 Woche (insgesamt 2) | 2                                                          | Portugal. The Man                                          | Feel It Still Brian Holland, Robert Bateman, Georgia Dobbins, John Graham Hill, Asa Taccone, Portugal. The Man, Frederick Gorman, William E. Garrett                              | –                         |
| 2.–3. Woche 2 Wochen (insgesamt 8) | 8                                                          | Ed Sheeran                                                 | Perfect Edward Christopher Sheeran | –                         |
| 4. Woche 1 Woche (insgesamt 2) | 2                                                          | Portugal. The Man                                          | Feel It Still Brian Holland, Robert Bateman, Georgia Dobbins, John Graham Hill, Asa Taccone, Portugal. The Man, Frederick Gorman, William E. Garrett                              | –                         |
| 5. Woche 1 Woche (insgesamt 3) | 3                                                          | Camila Cabello                                             | Havana Louis Russell Bell, Camila Cabello, Adam Feeney, Brittany Hazzard, Brian D. Lee, Brandon Perry, Alexandra Leah Tamposi, Jeffrey Williams, Pharrell Williams, Andrew Wotman | –                         |
| 6. Woche 1 Woche (insgesamt 8) | 8                                                          | Ed Sheeran                                                 | Perfect Edward Christopher Sheeran | –                         |
| 7.–8. Woche 2 Wochen (insgesamt 3) | 3                                                          | Camila Cabello                                             | Havana Louis Russell Bell, Camila Cabello, Adam Feeney, Brittany Hazzard, Brian D. Lee, Brandon Perry, Alexandra Leah Tamposi, Jeffrey Williams, Pharrell Williams, Andrew Wotman | –                         |
| 9.–11. Woche 3 Wochen (insgesamt 8) | 8                                                          | Imagine Dragons                                            | Whatever It Takes Joel Little, Benjamin Arthur McKee, Daniel Platzman, Daniel Coulter Reynolds, Daniel Wayne Sermon                                                               | –                         |
| 12.–13. Woche 2 Wochen | 2                                                          | Luis Fonsi & Demi Lovato                                   | Échame la culpa Luis A. Rodriguez, Alejandro Rengifo, Mauricio Rengifo, Andrés Torres                                                                                             | –                         |
| 14.–18. Woche 5 Wochen (insgesamt 8) | 8                                                          | Imagine Dragons                                            | Whatever It Takes Joel Little, Benjamin Arthur McKee, Daniel Platzman, Daniel Coulter Reynolds, Daniel Wayne Sermon                                                               | –                         |
| 19. Woche 1 Woche | 1                                                          | Justin Timberlake                                          | Say Something Floyd Nathaniel Hills, Larrance Levar Dopson, Timothy Z. Mosley, Christopher Alvin Stapleton, Justin R. Timberlake                                                  | –                         |
| 20. Woche 1 Woche | 1                                                          | Zayn & Sia                                                 | Dusk Till Dawn Sia Kate Furler, Greg Kurstin, Zain Javadd Malik, David Phelan, Alexander Oriet                                                                                    | –                         |
| 21. Woche 1 Woche (insgesamt 2) | 2                                                          | Lost Frequencies & Zonderling                              | Crazy David B. Boudestein, Flix De Laet, Allan Eshuijs, Natalia Koronowska, Martijn Van Sonderen                                                                                  | –                         |
| 22.–23. Woche 2 Wochen | 2                                                          | Rita Ora                                                   | Anywhere Nolan Joseph Lambroza, Brian D. Lee, Alessandro Lindblad, Ali Tamposi, Andrew Wotman, Nicholas James Gale, Rita Ora                                                      | –                         |
| 24.–25. Woche 2 Wochen (insgesamt 4) | 4                                                          | Álvaro Soler                                               | La cintura Simon Triebel, Alexander Zuckowski, Alvaro Tauchert Soler, Nadir Khayat, Tinyisland                                                                                    | –                         |
| 26.–28. Woche 3 Wochen (insgesamt 13) | 13                                                         | David Guetta & Sia                                         | Flames Christopher Kenneth Braide, Sia Kate Furler, Giorgio Tuinfort, David Pierre Guetta                                                                                         | –                         |
| 29.–30. Woche 2 Wochen (insgesamt 4) | 4                                                          | Álvaro Soler                                               | La cintura Simon Triebel, Alexander Zuckowski, Alvaro Tauchert Soler, Nadir Khayat, Tinyisland                                                                                    | –                         |
| 31.–34. Woche 4 Wochen (insgesamt 13) | 13                                                         | David Guetta & Sia                                         | Flames Christopher Kenneth Braide, Sia Kate Furler, Giorgio Tuinfort, David Pierre Guetta                                                                                         | –                         |
| 35. Woche 1 Woche (insgesamt 2) | 2                                                          | Lost Frequencies & Zonderling                              | Crazy Allan Eshuijs, Martijn van Sonderen, Felix De Laet, Gia Koka, Jaap de Vries, David Benjamin                                                                                 | –                         |
| 36.–41. Woche 6 Wochen (insgesamt 13) | 13                                                         | David Guetta & Sia                                         | Flames Christopher Kenneth Braide, Sia Kate Furler, Giorgio Tuinfort, David Pierre Guetta                                                                                         | –                         |
| 42.–43. Woche 2 Wochen | 2                                                          | Maroon 5                                                   | Girls Like You Adam Levine, Henry Walter, Jason Evigan, Brittany Talia Hazzard, Gian Michael Stone                                                                                | –                         |
| 44.–48. Woche 5 Wochen (insgesamt 8) | 8                                                          | Dynoro & Gigi D’Agostino                                   | In My Mind Ivan James Gough, Georgina Kristine Noelle Kingsley, Carlo Montagner, Paolo Sandrini, Luigino Di Agostino, Aden Phoenix Forte, Diego Leoni, Josh Soon                  | –                         |
| 49. Woche 1 Woche (insgesamt 3) | 3                                                          | Lady Gaga & Bradley Cooper                                 | Shallow Mark Ronson, Anthony Rossomando, Andrew Wyatt, Joanne Stefani Germanotta                                                                                                  | –                         |
| 50. Woche 1 Woche (insgesamt 8) | 8                                                          | Dynoro & Gigi D’Agostino                                   | In My Mind Ivan James Gough, Georgina Kristine Noelle Kingsley, Carlo Montagner, Paolo Sandrini, Luigino Di Agostino, Aden Phoenix Forte, Diego Leoni, Josh Soon                  | –                         |
| 51.–52. Woche 2 Wochen (insgesamt 3) | 3                                                          | Lady Gaga & Bradley Cooper                                 | Shallow Mark Ronson, Anthony Rossomando, Andrew Wyatt, Joanne Stefani Germanotta                                                                                                  | –                         |

| ← 2017 ← | Liste der Nummer-eins-Hits in der Slowakei (Singles Digitál Top 100) | Liste der Nummer-eins-Hits in der Slowakei (Singles Digitál Top 100) | Liste der Nummer-eins-Hits in der Slowakei (Singles Digitál Top 100) | 2019 → |
| \| Zeitraum \| Wo. ges. \| Interpret \| Titel Autor(en) \| Zusätzliche Informationen \| \| (Zeitraum, Wochen auf Platz eins, Interpret, Titel, Autor[en], zusätzliche Informationen) \| \| \| \| \| \| ----------------------------------------------------------------------------------------- \| -------- \| --------------------------------------- \| ------------------------------------------------------------------------------------------------------------------------------------------------------------------------------ \| ------------------------------------------------------------------------------------------------------------------------------------ \| \| 51. Woche 2017 – 2. Woche 2018 4 Wochen \| 4 \| Ego \| V meste snov \| – \| \| 3.–8. Woche 6 Wochen (insgesamt 12) \| 12 \| Post Malone & 21 Savage \| Rockstar Austin Post, Shayaa Abraham-Joseph, Louis Russell Bell, Olufunmibi Awoshiley \| – \| \| 9. Woche 1 Woche \| 1 \| Post Malone feat. Ty Dolla Sign \| Psycho Austin Post, Tyrone Griffin Jr., Louis Russell Bell \| – \| \| 10.–13. Woche 4 Wochen (insgesamt 6) \| 6 \| Marshmello & Anne-Marie \| Friends Chris Comstock, Natalie Maree Dunn, Anne-Marie Rose Nicholson \| – \| \| 14. Woche 1 Woche \| 1 \| The Weeknd \| Call Out My Name Adam King Feeney, Nicolas Alfredo Jaar, Abel Tesfaye \| – \| \| 15.–16. Woche 2 Wochen (insgesamt 6) \| 6 \| Marshmello & Anne-Marie \| Friends Chris Comstock, Natalie Maree Dunn, Anne-Marie Rose Nicholson \| – \| \| 17. Woche 1 Woche \| 1 \| Ariana Grande \| No Tears Left to Cry Ariana Grande, Ilya Salmanzadeh, Savan Harish Kotecha, Max Martin \| – \| \| 18. Woche 1 Woche \| 1 \| Post Malone \| Better Now Adam Feeney, Louis Bell, Billy Walsh, Austin Post \| – \| \| 19.–24. Woche 6 Wochen \| 6 \| Calvin Harris & Dua Lipa \| One Kiss Dua Lipa, Jessie Reyez, Adam Richard Wiles \| – \| \| 25. Woche 1 Woche (insgesamt 2) \| 2 \| Maroon 5 \| Girls Like You Adam Levine, Henry Walter, Jason Evigan, Brittany Talia Hazzard, Gian Michael Stone \| – \| \| 26. Woche 1 Woche \| 1 \| XXXTentacion \| Sad! Jahseh Onfroy, John Cunningham \| – \| \| 27. Woche 1 Woche (insgesamt 2) \| 2 \| Maroon 5 \| Girls Like You Adam Levine, Henry Walter, Jason Evigan, Brittany Talia Hazzard, Gian Michael Stone \| – \| \| 28. Woche 1 Woche \| 1 \| Clean Bandit feat. Demi Lovato \| Solo Demitria Lovato, Fred Gibson, Camille Angelina Purcell, Grace Elizabeth Chatto, Jack Robert Patterson, Luke Patterson \| – \| \| 29.–30. Woche 2 Wochen (insgesamt 3) \| 3 \| Drake \| In My Feelings Aubrey Graham, Benny Workman, Darius Harrison, Stephen Garrett, James Scheffer, Rex Zamor, Dwayne Carter, Renetta Lowe-Bridgewater, Orville Hall, Phillip Price \| – \| \| 31. Woche 1 Woche \| 1 \| 6ix9ine feat. Nicki Minaj & Murda Beatz \| Fefe Tim Gomringer, Kevin Gomringer, Onika Tanya Maraj, Shane Lindstrom, Andrew Green, Daniel Hernandez \| – \| \| 32. Woche 1 Woche (insgesamt 3) \| 3 \| Drake \| In My Feelings Aubrey Graham, Benny Workman, Darius Harrison, Stephen Garrett, James Scheffer, Rex Zamor, Dwayne Carter, Renetta Lowe-Bridgewater, Orville Hall, Phillip Price \| – \| \| 33.–40. Woche 8 Wochen \| 8 \| Dynoro & Gigi D’Agostino \| In My Mind Ivan James Gough, Georgina Kristine Noelle Kingsley, Carlo Montagner, Paolo Sandrini, Luigino Di Agostino, Aden Phoenix Forte, Diego Leoni, Josh Soon \| – \| \| 41.–42. Woche 2 Wochen (insgesamt 13) \| 13 \| Lady Gaga & Bradley Cooper \| Shallow Mark Ronson, Anthony Rossomando, Andrew Wyatt, Joanne Stefani Germanotta \| – \| \| 43. Woche 1 Woche \| 1 \| Lady Gaga & Bradley Cooper \| I’ll Never Love Again Hillary Lee Lindsey, Joanne Stefani Germanotta, Natalie Hemby, Aaron Ratiere \| – \| \| 44.–49. Woche 6 Wochen (insgesamt 13) \| 13 \| Lady Gaga & Bradley Cooper \| Shallow Mark Ronson, Anthony Rossomando, Andrew Wyatt, Joanne Stefani Germanotta \| – \| \| 50.–52. Woche 3 Wochen (insgesamt 11) \| 11 \| Mariah Carey \| All I Want for Christmas Is You Walter N. Afanasieff, Mariah Carey \| Alle Jahre wieder kehrt das Lied als Weihnachtshit in die Charts zurück und diesmal erreicht es erstmals Platz 1 der Digital Charts. \| |                                                                      |                                                                      | | |
| ← 2017 |                                                                      |                                                                      | | → 2019 → |
| Zeitraum | Wo. ges.                                                             | Interpret                                                            | Titel Autor(en) | Zusätzliche Informationen |
| (Zeitraum, Wochen auf Platz eins, Interpret, Titel, Autor[en], zusätzliche Informationen) |                                                                      |                                                                      | | |
| 51. Woche 2017 – 2. Woche 2018 4 Wochen | 4                                                                    | Ego                                                                  | V meste snov | – |
| 3.–8. Woche 6 Wochen (insgesamt 12) | 12                                                                   | Post Malone & 21 Savage                                              | Rockstar Austin Post, Shayaa Abraham-Joseph, Louis Russell Bell, Olufunmibi Awoshiley                                                                                          | – |
| 9. Woche 1 Woche | 1                                                                    | Post Malone feat. Ty Dolla Sign                                      | Psycho Austin Post, Tyrone Griffin Jr., Louis Russell Bell | – |
| 10.–13. Woche 4 Wochen (insgesamt 6) | 6                                                                    | Marshmello & Anne-Marie                                              | Friends Chris Comstock, Natalie Maree Dunn, Anne-Marie Rose Nicholson | – |
| 14. Woche 1 Woche | 1                                                                    | The Weeknd                                                           | Call Out My Name Adam King Feeney, Nicolas Alfredo Jaar, Abel Tesfaye | – |
| 15.–16. Woche 2 Wochen (insgesamt 6) | 6                                                                    | Marshmello & Anne-Marie                                              | Friends Chris Comstock, Natalie Maree Dunn, Anne-Marie Rose Nicholson | – |
| 17. Woche 1 Woche | 1                                                                    | Ariana Grande                                                        | No Tears Left to Cry Ariana Grande, Ilya Salmanzadeh, Savan Harish Kotecha, Max Martin                                                                                         | – |
| 18. Woche 1 Woche | 1                                                                    | Post Malone                                                          | Better Now Adam Feeney, Louis Bell, Billy Walsh, Austin Post | – |
| 19.–24. Woche 6 Wochen | 6                                                                    | Calvin Harris & Dua Lipa                                             | One Kiss Dua Lipa, Jessie Reyez, Adam Richard Wiles | – |
| 25. Woche 1 Woche (insgesamt 2) | 2                                                                    | Maroon 5                                                             | Girls Like You Adam Levine, Henry Walter, Jason Evigan, Brittany Talia Hazzard, Gian Michael Stone                                                                             | – |
| 26. Woche 1 Woche | 1                                                                    | XXXTentacion                                                         | Sad! Jahseh Onfroy, John Cunningham | – |
| 27. Woche 1 Woche (insgesamt 2) | 2                                                                    | Maroon 5                                                             | Girls Like You Adam Levine, Henry Walter, Jason Evigan, Brittany Talia Hazzard, Gian Michael Stone                                                                             | – |
| 28. Woche 1 Woche | 1                                                                    | Clean Bandit feat. Demi Lovato                                       | Solo Demitria Lovato, Fred Gibson, Camille Angelina Purcell, Grace Elizabeth Chatto, Jack Robert Patterson, Luke Patterson                                                     | – |
| 29.–30. Woche 2 Wochen (insgesamt 3) | 3                                                                    | Drake                                                                | In My Feelings Aubrey Graham, Benny Workman, Darius Harrison, Stephen Garrett, James Scheffer, Rex Zamor, Dwayne Carter, Renetta Lowe-Bridgewater, Orville Hall, Phillip Price | – |
| 31. Woche 1 Woche | 1                                                                    | 6ix9ine feat. Nicki Minaj & Murda Beatz                              | Fefe Tim Gomringer, Kevin Gomringer, Onika Tanya Maraj, Shane Lindstrom, Andrew Green, Daniel Hernandez                                                                        | – |
| 32. Woche 1 Woche (insgesamt 3) | 3                                                                    | Drake                                                                | In My Feelings Aubrey Graham, Benny Workman, Darius Harrison, Stephen Garrett, James Scheffer, Rex Zamor, Dwayne Carter, Renetta Lowe-Bridgewater, Orville Hall, Phillip Price | – |
| 33.–40. Woche 8 Wochen | 8                                                                    | Dynoro & Gigi D’Agostino                                             | In My Mind Ivan James Gough, Georgina Kristine Noelle Kingsley, Carlo Montagner, Paolo Sandrini, Luigino Di Agostino, Aden Phoenix Forte, Diego Leoni, Josh Soon               | – |
| 41.–42. Woche 2 Wochen (insgesamt 13) | 13                                                                   | Lady Gaga & Bradley Cooper                                           | Shallow Mark Ronson, Anthony Rossomando, Andrew Wyatt, Joanne Stefani Germanotta                                                                                               | – |
| 43. Woche 1 Woche | 1                                                                    | Lady Gaga & Bradley Cooper                                           | I’ll Never Love Again Hillary Lee Lindsey, Joanne Stefani Germanotta, Natalie Hemby, Aaron Ratiere                                                                             | – |
| 44.–49. Woche 6 Wochen (insgesamt 13) | 13                                                                   | Lady Gaga & Bradley Cooper                                           | Shallow Mark Ronson, Anthony Rossomando, Andrew Wyatt, Joanne Stefani Germanotta                                                                                               | – |
| 50.–52. Woche 3 Wochen (insgesamt 11) | 11                                                                   | Mariah Carey                                                         | All I Want for Christmas Is You Walter N. Afanasieff, Mariah Carey | Alle Jahre wieder kehrt das Lied als Weihnachtshit in die Charts zurück und diesmal erreicht es erstmals Platz 1 der Digital Charts. |

## Alben
| ← 2017 ← | Liste der Nummer-eins-Hits in der Slowakei | Liste der Nummer-eins-Hits in der Slowakei | Liste der Nummer-eins-Hits in der Slowakei | 2019 → |
| \| Zeitraum \| Wo. ges. \| Interpret \| Titel \| Zusätzliche Informationen \| \| (Zeitraum, Wochen auf Platz eins, Interpret, Titel, zusätzliche Informationen) \| \| \| \| \| \| ------------------------------------------------------------------------------ \| -------- \| -------------------------- \| -------------------------------- \| -------------------------------------------------------------------------------------------------------------------------------------------------------------------------------------------------------------------------------------------------- \| \| 51. Woche 2017 – 16. Woche 2018 18 Wochen (insgesamt 23) \| 23 \| Ego \| Precedens \| – \| \| 17. Woche 1 Woche \| 1 \| Strapo \| Poschod 13. \| – \| \| 18.–19. Woche 2 Wochen \| 2 \| Post Malone \| Beerbongs & Bentleys \| – \| \| 20.–22. Woche 3 Wochen (insgesamt 23) \| 23 \| Ego \| Precedens \| – \| \| 23. Woche 1 Woche (insgesamt 2) \| 2 \| Miro Jaroš \| Pesničky pre (ne)poslušné deti 3 \| – \| \| 24. Woche 1 Woche \| 1 \| Momo \| WLK \| – \| \| 25. Woche 1 Woche (insgesamt 23) \| 23 \| Ego \| Precedens \| – \| \| 26. Woche 1 Woche \| 1 \| XXXTentacion \| ? \| – \| \| 27.–29. Woche 3 Wochen \| 3 \| Drake \| Scorpion \| – \| \| 30. Woche 1 Woche (insgesamt 2) \| 2 \| Miro Jaroš \| Pesničky pre (ne)poslušné deti 3 \| – \| \| 31. Woche 1 Woche (insgesamt 23) \| 23 \| Ego \| Precedens \| – \| \| 32. Woche 1 Woche \| 1 \| Travis Scott \| Astroworld \| – \| \| 33. Woche 1 Woche (insgesamt 2) \| 2 \| I.M.T. Smile & Kandráčovci \| Východná (Live) \| – \| \| 34. Woche 1 Woche \| 1 \| Ariana Grande \| Sweetener \| – \| \| 35. Woche 1 Woche (insgesamt 2) \| 2 \| I.M.T. Smile & Kandráčovci \| Východná (Live) \| – \| \| 36.–41. Woche 6 Wochen \| 6 \| Eminem \| Kamikaze \| – \| \| 42.–45. Woche 4 Wochen \| 4 \| Lady Gaga & Bradley Cooper \| A Star Is Born (Soundtrack) \| – \| \| 46. Woche 1 Woche \| 1 \| Imagine Dragons \| Origins \| – \| \| 47.–49. Woche 3 Wochen (insgesamt 8) \| 8 \| Kali \| Dovi, dopo \| 10 Jahre nach seinem Debüt ist der slowakische Rapper auf seinem Karrierehöhepunkt. Zum zweiten Mal in zwei Jahren steht er an der Spitze der Albumcharts. \| \| 50. Woche 1 Woche \| 1 \| Šarišan \| Radostné Vianoce \| 50 Jahre gibt es das slowakische Folklore-Ensemble aus Veľký Šariš schon, seit den 1980ern veröffentlichen sie eigene Aufnahmen und sind auch jenseits der Landesgrenzen bekannt.[1] Mit dem „Frohe-Weihnacht“-Album erobern sie erstmals Platz 1. \| \| 51.–52. Woche 2 Wochen (insgesamt 8) \| 8 \| Kali \| Dovi, dopo \| – \| |                                            |                                            |                                            | |
| ← 2017 |                                            |                                            |                                            | → 2019 → |
| Zeitraum | Wo. ges.                                   | Interpret                                  | Titel                                      | Zusätzliche Informationen |
| (Zeitraum, Wochen auf Platz eins, Interpret, Titel, zusätzliche Informationen) |                                            |                                            |                                            | |
| 51. Woche 2017 – 16. Woche 2018 18 Wochen (insgesamt 23) | 23                                         | Ego                                        | Precedens                                  | – |
| 17. Woche 1 Woche | 1                                          | Strapo                                     | Poschod 13.                                | – |
| 18.–19. Woche 2 Wochen | 2                                          | Post Malone                                | Beerbongs & Bentleys                       | – |
| 20.–22. Woche 3 Wochen (insgesamt 23) | 23                                         | Ego                                        | Precedens                                  | – |
| 23. Woche 1 Woche (insgesamt 2) | 2                                          | Miro Jaroš                                 | Pesničky pre (ne)poslušné deti 3           | – |
| 24. Woche 1 Woche | 1                                          | Momo                                       | WLK                                        | – |
| 25. Woche 1 Woche (insgesamt 23) | 23                                         | Ego                                        | Precedens                                  | – |
| 26. Woche 1 Woche | 1                                          | XXXTentacion                               | ?                                          | – |
| 27.–29. Woche 3 Wochen | 3                                          | Drake                                      | Scorpion                                   | – |
| 30. Woche 1 Woche (insgesamt 2) | 2                                          | Miro Jaroš                                 | Pesničky pre (ne)poslušné deti 3           | – |
| 31. Woche 1 Woche (insgesamt 23) | 23                                         | Ego                                        | Precedens                                  | – |
| 32. Woche 1 Woche | 1                                          | Travis Scott                               | Astroworld                                 | – |
| 33. Woche 1 Woche (insgesamt 2) | 2                                          | I.M.T. Smile & Kandráčovci                 | Východná (Live)                            | – |
| 34. Woche 1 Woche | 1                                          | Ariana Grande                              | Sweetener                                  | – |
| 35. Woche 1 Woche (insgesamt 2) | 2                                          | I.M.T. Smile & Kandráčovci                 | Východná (Live)                            | – |
| 36.–41. Woche 6 Wochen | 6                                          | Eminem                                     | Kamikaze                                   | – |
| 42.–45. Woche 4 Wochen | 4                                          | Lady Gaga & Bradley Cooper                 | A Star Is Born (Soundtrack)                | – |
| 46. Woche 1 Woche | 1                                          | Imagine Dragons                            | Origins                                    | – |
| 47.–49. Woche 3 Wochen (insgesamt 8) | 8                                          | Kali                                       | Dovi, dopo                                 | 10 Jahre nach seinem Debüt ist der slowakische Rapper auf seinem Karrierehöhepunkt. Zum zweiten Mal in zwei Jahren steht er an der Spitze der Albumcharts.                                                                                      |
| 50. Woche 1 Woche | 1                                          | Šarišan                                    | Radostné Vianoce                           | 50 Jahre gibt es das slowakische Folklore-Ensemble aus Veľký Šariš schon, seit den 1980ern veröffentlichen sie eigene Aufnahmen und sind auch jenseits der Landesgrenzen bekannt. Mit dem „Frohe-Weihnacht“-Album erobern sie erstmals Platz 1. |
| 51.–52. Woche 2 Wochen (insgesamt 8) | 8                                          | Kali                                       | Dovi, dopo                                 | – |